# گیلتخت

مناطق رسمی گیلتخت

گِیلتَخت (ایرلندی: Gaeltacht) یک اصطلاح ایرلندی است که به‌طور جداگانه به هر منطقه یا در مجموع به تمام مناطقی که دولت زبان ایرلندی را به عنوان زبان محلی یا زبان خانگی غالب به رسمیت می‌شناسد، اشاره می‌کند.
مناطق گیلتخت برای نخستین بار در دهه ۱۹۲۰ در سال‌های آغازین دولت آزاد ایرلند، به دنبال احیای گیلیک، به عنوان بخشی از سیاست دولت با هدف بازگرداندن زبان ایرلندی، ایجاد شدند.
اکنون مشخص شده‌است که گیلتخت با زوال جدی زبانی تهدید می‌شود. پژوهش‌های منتشرشده در سال ۲۰۱۵ نشان داد که از ۱۵۵ حوزه انتخاباتی در گیلتخت، تنها در ۲۱ حوزه روزانه دو سوم یا بیشتر از مردم به ایرلندی سخن می‌گویند. دو سوم از نظر برخی دانشگاهیان به عنوان نقطه عطفی برای بقای زبان تلقی می‌شود.